# Râul Ceair, Urluia
Râul Canlia este un curs de apă, afluent al râului Urluia. 

## Hărți
- Harta Județului Constanța